# Saint-Martin-sur-le-Pré
Saint-Martin-sur-le-Pré  là một xã thuộc tỉnh Marne trong vùng Grand Est đông nam nước Pháp. Xã này nằm ở khu vực có độ cao trung bình 87 mét trên mực nước biển.